# Cari Zalloni

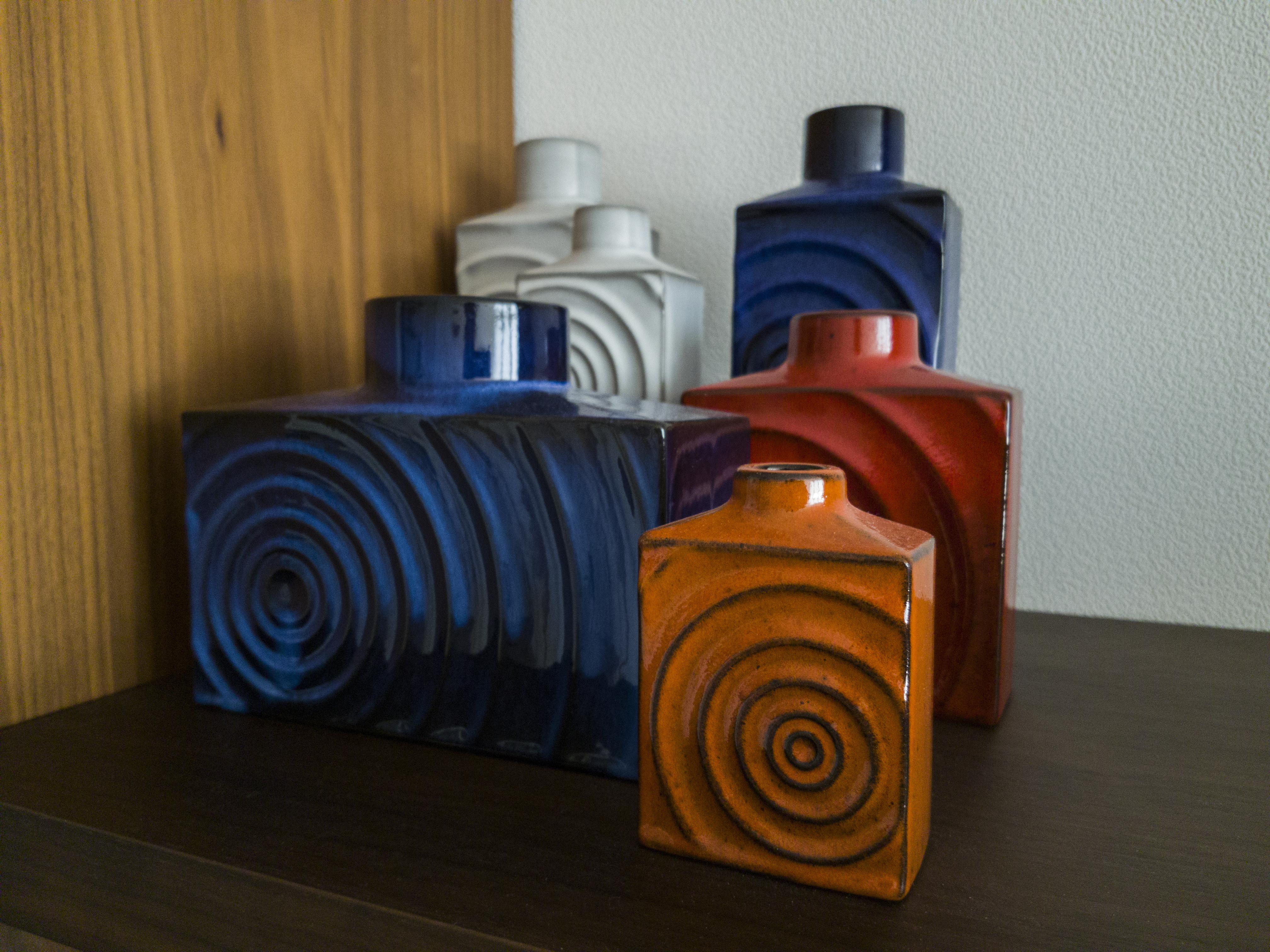
Keramikdecor „Zyklon“ für Steuler, 1960er

Cari Zalloni (* 20. August 1937 in Athen; † 3. Juli 2012) war ein Designer.
Sein Vater war griechisch-italienischer Abstammung seine Mutter stammt aus Österreich. Er lebte zunächst in Griechenland, aber die Mutter zog nach dem Tod des Vaters (1947) zurück nach Wien, später zogen sie nach Stübing in der Steiermark. Im Jahr 1956 erlangte er die Matura (Abitur) am Abteigymnasium Seckau. Ein folgendes Chemie-Studium brach er ab, um ein Studium in der Meisterklasse für Design an der Akademie für angewandte Kunst in Wien unter Professor Oswald Haerdtl zu machen.
Im Jahr 1960 begann er mit seiner Arbeit als Designer.
Er ging nach Siena in Italien, wo er Möbel entwarf, aber schon nach zwei Jahren ging er nach Deutschland, um als selbstständiger Designer zu arbeiten. Er entwarf für die Zierkeramikfirma Steuler-Keramik in Höhr-Grenzhausen und für die Glashütte Maximiliansau – einer zur WMF-Gruppe gehörenden Glashütte – diverse Gläserserien. Er zog 1962 nach Salzburg.
Bekannt war er als Chefdesigner des Augenoptikunternehmens CAZAL EYEWEAR. Daneben entwarf er vor allem Trinkgläser und Wintersportausrüstung. Zuletzt lebte er in der Nähe von Graz. Er starb an den Folgen einer Herzoperation.
Er war verheiratet und Vater zweier Kinder.

## Quelle
- Zum Tode von Cari Zalloni 1937–2012. 10. Juli 2012, abgerufen am 20. Februar 2020.